# بوب رينولدز (لاعب كرة قاعدة)
بوب رينولدز (بالإنجليزية: Bob Reynolds)‏ هو لاعب كرة قاعدة أمريكي، ولد في 21 يناير 1947 في سياتل في الولايات المتحدة.

## وصلات خارجية
- بوب رينولدز على موقع الدوري الياباني لكرة القاعدة (الإنجليزية)
- بوب رينولدز على موقعبيزبول رفرنس.كوم (الدوري الرئيسي) (الإنجليزية)
- بوب رينولدز على موقعبيزبول رفرنس.كوم (الدوري الثانوي) (الإنجليزية)
- بوب رينولدز على موقع إي إس بي إن.كوم (أم.أل.بي) (الإنجليزية)
- بوب رينولدز على موقع مشجعي الرسوم البيانية (الإنجليزية)